# Idexx Laboratories
IDEXX Laboratories, Inc. – amerykańskie międzynarodowe przedsiębiorstwo zajmujące się opracowywaniem, produkcją i dystrybucją produktów oraz usług dla rynku weterynaryjnego zwierząt towarzyszących, zwierząt hodowlanych i drobiu, testowania wody oraz przemysłu mleczarskiego. Założona w 1983 roku przez Davida Evansa Shawa, firma ma swoją siedzibę główną w Westbrook w stanie Maine oraz w Hoofddorp w Holandii dla regionu EMEA (Europa, Bliski Wschód i Afryka).
IDEXX oferuje swoje produkty klientom w ponad 175 krajach na całym świecie. Firma działa w trzech głównych segmentach: Grupa Zwierząt Towarzyszących, Woda oraz Zwierzęta Hodowlane, Drób i Mleczarstwo (LPD). Dodatkowo, firma produkuje i sprzedaje testy SNAP do szybkiej diagnostyki zdrowia zwierząt, wykonywane bezpośrednio przy zwierzęciu.
W 2002 roku Jon Ayers zastąpił założyciela firmy, Shawa, na stanowisku prezesa zarządu i dyrektora generalnego (CEO). Podczas 20-letniej kadencji Ayersa roczne przychody firmy wzrosły z 380 milionów do 3 miliardów dolarów, a cena akcji wzrosła ponad stukrotnie. W 2019 roku Jay Mazelsky objął stanowisko dyrektora generalnego, zastępując Ayersa.